# 프라이네
프라이네(이탈리아어: Fraine)는 이탈리아 아브루초주 키에티도에 있는 코무네이다.